# Expozitura (seriál)
Expozitura je český televizní seriál z vlastní produkce TV Nova. V době vzniku šlo o nejdražší seriál české televizní historie. Seriál byl natočen v roce 2008, ale TV Nova jej do vysílání zařadila až od září 2011. Všechny díly jsou natočeny na motivy skutečných událostí – zločinů Berdychova gangu. Pod názvem Organised Crime Unit by měl být jeho remake vysílán v USA.
Dne 6. srpna 2013 začala TV Nova natáčet druhou sérii s názvem Atentát, kterou v letech 2015 a 2016 odvysílala s celkovým počtem 18 dílů.

## Obsazení Expozitura

### Hlavní role
| Hana Vagnerová   | Tereza Hodačová  |
| Robert Jašków    | Dan Chládek      |
| Pavel Zedníček   | Vladimír Orava   |
| Jan Dolanský     | Ota Kofčin       |
| Jan Novotný      | Jaroslav Brousil |
| Zuzana Bydžovská | Anna Hajnová     |
| Martin Sitta     | Drobeček         |

### Vedlejší role
| Jiří Štěpnička      | otec Terezy                                 |
| Zuzana Kocúriková   | matka Terezy                                |
| Sabina Králová      | Zuzana Chládková, manželka Dana Chládka     |
| Barbora Obozněnková | Klára                                       |
| Jan Kanyza          | Viktor Skutek                               |
| Miluše Bittnerová   | Běta Radová                                 |
| Marek Němec         | reportér Tomáš Winter                       |
| Michal Slaný        | Luboš, bývalý kolega Terezy Hodačové        |
| Filip Oplt          | Martin Chládek, syn Dana a Zuzany Chládkové |
| David Prachař       | šéf podsvětí Arnold Mráz                    |
| Lucie Zedníčková    | Andrea Mrázová, manželka Arnolda Mráze      |
| Marko Igonda        | Mrázův bodyguard Andrej                     |
| Daniel Svoboda      | šéf ochranky                                |
| Václav Marhoul      | major Korous                                |
| Alice Šnirychová    | právnička                                   |
| Roman Blumaier      | Emir                                        |
| Maroš Kramár        | Dodo                                        |
| Vladimír Dlouhý     | kněz Dr. Melichar                           |
| Michal Dlouhý       | mafián Hemský                               |
| Jiří Korn           | zabiják                                     |
| Martin Dráb         | bývalý policista                            |
| Ladislav Hampl      | vrah                                        |
| Roman Zach          | Martin Bednář                               |
| Zbyněk Fric         | Jiří Bezděk                                 |
| Jakub Gottwald      | Erik                                        |
| Martin Stránský     | slepý advokát                               |
| Petr Vágner         | Jirka Kožešník                              |
| Zdeněk Vencl        | vrah Fantomas                               |
| Kryštof Rímský      | Drobečkův bodyguard                         |
| Jiří Kodeš          | major Karel Rutz                            |
| Jiří Kout           | Tomáš Jarkovský                             |

## Obsazení Atentát Expozitura

### Hlavní role
| Hana Vagnerová    | Tereza Hodačová                                    |
| Robert Jašków     | Dan Chládek                                        |
| Jan Dolanský      | Ota Kofčin                                         |
| Andrea Opavská    | Eva Jánská                                         |
| Jan Kraus         | prezident České republiky Václav Wolf              |
| Anna Šišková      | Ester Wolfová                                      |
| Marek Taclík      | prezidentův poradce Jiří Forestek                  |
| Jiří Dvořák       | Majitel bezpečnostní agentury Stín Bronislav Miler |
| Miroslav Táborský | pplk. Háva, šéf ÚOOZ                               |

## Vysílání
| Řada | Díly | Premiéra v ČR  | Premiéra v ČR     |
| Řada | Díly | První díl      | Poslední díl      |
| ---- | ---- | -------------- | ----------------- |
| 1    | 16   | 7. září 2011   | 21. prosince 2011 |
| 2    | 18   | 12. října 2015 | 14. března 2016   |

## Zajímavosti
- Nejdražší seriál novodobé české historie a TV Nova.
- Před natáčením seriálu herci dva měsíce trénovali zatýkání.
- Celkem 260 natáčecích dnů, z toho hlavní hrdinka měla 218 natáčecích dnů během 269 kalendářních dnů.
- V seriálu hrálo celkem 338 herců, výrobní štáb čítal více než 180 lidí.
- Seriál se natáčel na více než 300 lokacích, mimo jiné i v reálném prostředí fungující věznice (11. díl).
- V seriálu hraje živý lev (13. díl).
- V jedné epizodě dojde k nehodě kamionu, celkem během natáčení havarovalo, explodovalo, bylo prostříleno nebo jinak zničeno 13 aut a jedna loď.
- Při natáčení byl používán vrtulník.
- Jedna luxusní vila byla zasažena protitankovou střelou (9. díl) a jeden rodinný dům byl vypálen.

## Místa natáčení
- Nevěstinec, jenž je doupětem mafie, je ve skutečnosti penzion Větrník v bývalém větrném mlýnu na Petřinách v Praze. Jde o poslední stojící kamenný větrný mlýn na území Prahy.[5]